# Forsthub (Gemeinde Strobl)
Forsthub ist ein als Rotte gelistetes Siedlungsgebiet in der Gemeinde Strobl im Nordosten des Bundeslandes Salzburg (Bezirk Salzburg-Umgebung). Wirtschaftlich bedeutend ist der Fremdenverkehr. Der Ort liegt am Wolfgangsee und ist unter dem Namen Gschwendt Station der Wolfgangsee-Schifffahrt.

## Geografie
Forsthub gehört zur Ortschaft Gschwendt in der gleichnamigen Katastralgemeinde und befindet sich rund 800 Meter nordöstlich des Ortes Gschwendt sowie gut 3 Kilometer westlich von Strobl. Der Ort liegt am Südufer des Wolfgangsees am östlichen Rand der Zinkenbach-Halbinsel, einem ebenen Schwemmkegel des Zinkenbaches, der durch den benachbarten Ort Abersee fließt, wo er die Grenze zwischen den Gemeinden Sankt Gilgen und Strobl bildet. 
Es existieren in Forsthub als Postadressen keine Straßenbezeichnungen, alle Häuser des Ortes sind unter der Bezeichnung Gschwendt nummeriert.

## Geschichte, Wirtschaft und Infrastruktur
Der im Land Salzburg nicht nur hier anzutreffende Name Forsthub ist entstanden als Zusammensetzung aus Forst ‚Wald‘ und Hube ‚Hufe, Hofstelle‘. Die Forsthuben waren mit der Aufsicht der landesfürstlichen Forste betraut, sodass schon ab dem frühen Spätmittelalter eine derartige Wohnstatt an dieser Stelle angenommen werden muss. Ein Vorsthub ist um 1330 erstmals urkundlich. Der Familienname Forsthueber als Bezeichnung für die ursprüngliche Herkunft der betreffenden Person bzw. Familie aus diesem Raum findet sich (möglicherweise erstmals) 1692. Seit 1659 ist ein ehemaliges Fischergut, das Grillgut nachweisbar. Als frühe Besitzer werden „Peter Grill und Maria Koglerin auf der Forsthueb“ genannt. Peter Grill wird auch als aus Erbauer der 1735 errichteten Kapelle beim Grillbauern angenommen, ein Kapellenbildstock und heute ältestes Objekt dieser Art im Gemeindegebiet von Strobl.

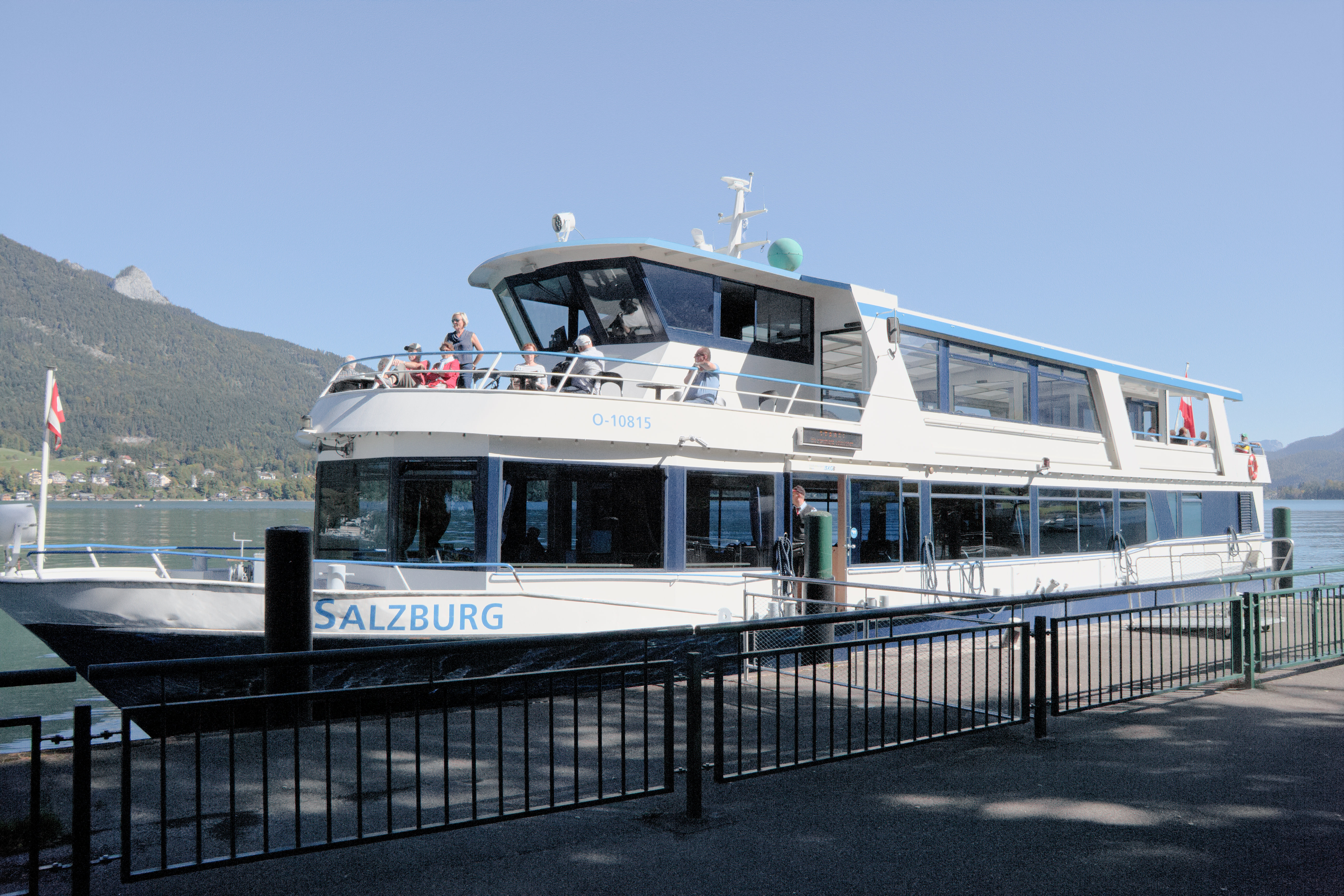
Die Salzburg an der Schiffsanlegestelle Gschwendt

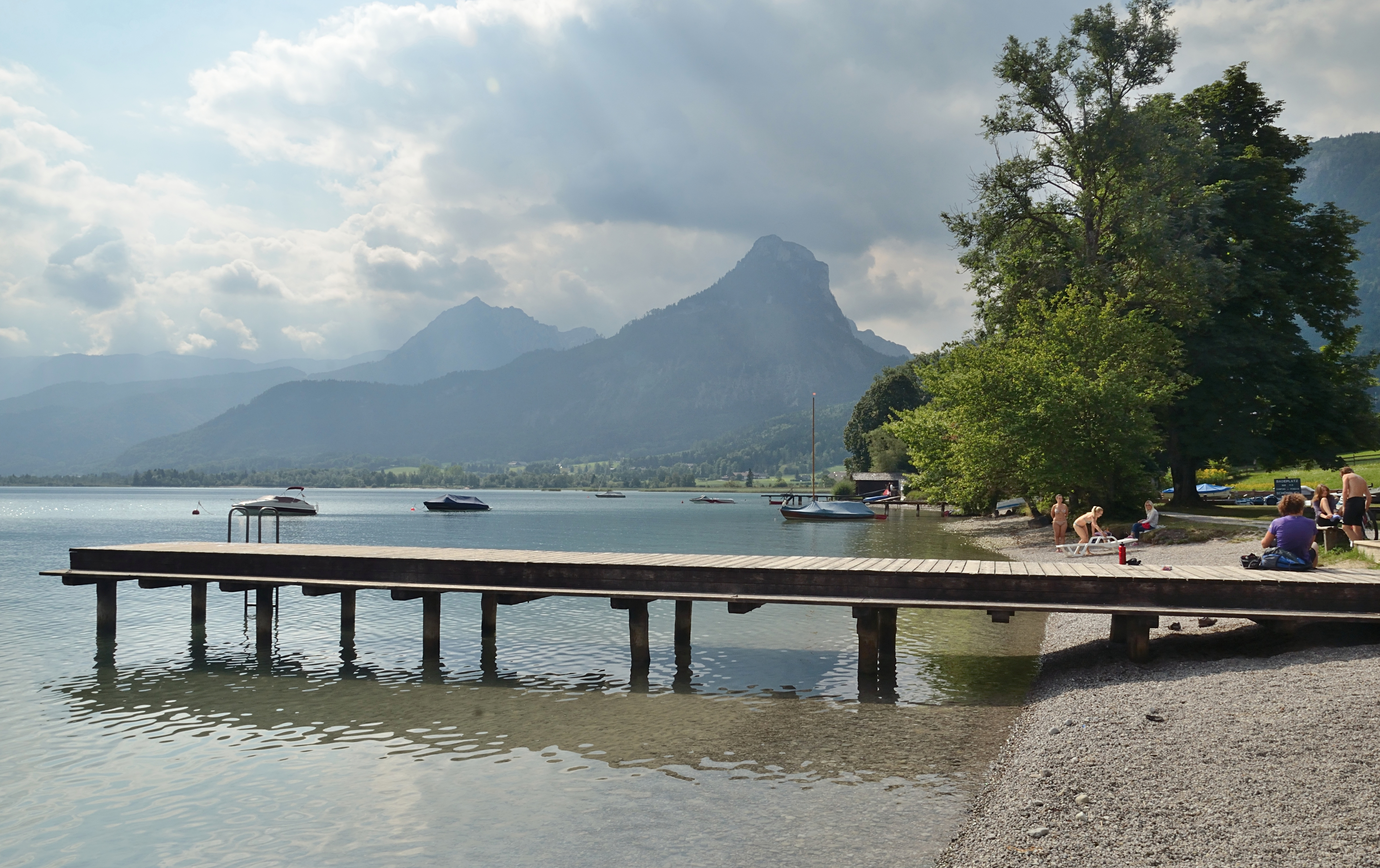
Badestrand am Wolfgangsee

Forsthub gewann an Bedeutung gegen Ende des 19. Jahrhunderts, als 1893 der letzte Teil der Salzkammergut-Lokalbahn von Mondsee nach Strobl eröffnet wurde und der Ort so Anschluss an dieses moderne Transportmittel erhielt. Er lag damit am Weg des Kaisers von Wien über Salzburg in die Sommerresidenz Bad Ischl. Bis zur Einstellung der Bahn 1957 existierte in Forsthub der Bahnhof Gschwendt. Unmittelbar gegenüber befindet sich bis heute die Schiffsanlegestelle Gschwendt, von wo man auf kurzem Weg nach Sankt Wolfgang gelangte und der Umstieg auf die Schafbergbahn ermöglicht wurde, die um dieselbe Zeit wie die Salzkammergut-Lokalbahn für den zunehmenden Fremdenverkehr eröffnet worden war (bereits Jahre zuvor war auf dem Schafberg der kaiserliche Reitweg angelegt worden). So wurde der Tourismus mit der Wolfgangsee-Schifffahrt (Fahrten nach Sankt Gilgen, Strobl und Sankt Wolfgang) und den entstandenen Übernachtungsbetrieben (Campingplätze, Gästehäuser) zunehmend ein wesentlicher Faktor der örtlichen Wirtschaft. 
Forsthub ist erreichbar über die Wolfgangsee Straße von Salzburg nach Bad Ischl und liegt einige hundert Meter nördlich von dieser. Die Bedeutung der Zufahrt zur Schiffsstation wird ersichtlich, indem sie zu einer Landesstraße, der rund 1 Kilometer langen Gschwendter Landesstraße L 243 erhoben wurde. 
Für Wanderer liegt Forsthub an einem ausgeschilderten Rundweg um den Wolfgangsee. Ein Seestrand bietet Bademöglichkeit.